# Поздняков, Никита Юрьевич
Никита Поздняков (полное имя Никита Юрьевич Поздняков; род. 9 июня 1987, Омск, СССР) — российский Art Brut художник, примитивист. Один из основателей галереи «Левая нога» в Омске.

## Биографические сведения
Родился 09 июня 1987 года в городе Омске.

Отец — Юрий Поздняков, учитель ИЗО. Мать — Галина Позднякова, учитель русского языка и литературы.

Профильного художественного образования не имеет.

Дочь Аврора 2009 года рождения.

## Деятельность
В двадцать лет увлекся живописью. После создания нескольких работ и размещения их изображений в интернете в 2010 году, получил приглашение из Республики Казахстан принять участие в международном симпозиуме по живописи, организованном для художников из стран СНГ.
В период 2011—2013 гг. принял участие в нескольких выставочных проектах. В 2012 году придумал фразу «Омская тоска» и создал одноимённую картину (другое название «Омская троица»), которая на последующие несколько лет стала основным лейтмотивом творчества художника (создание схожих по концепции работ, страница в социальной сети ВКонтакте, выставка «Омская тоска» и фотовыставка «300 лет квазитоски», хештег #омскаятоска).
В 2014 году с фотоработой «Шестёрка» стал одним из победителей проекта The Best of Russia и устроился работать на Северо-Восточное (в народе- Пушкинское) кладбище в Омске, в результате чего появился фотопроект «Память (фотографии с забытых могил)». В том же 2014 году провёл свои первые персональные выставки «Сибирская пыль» в Барнауле и «Омская тоска» в Москве.
В августе 2015 года в СМИ появилась информация о том, что Никита Поздняков баллотируется в депутаты Совета Пушкинского сельского поселения Омской области от политической партии ЯБЛОКО, как сказал он в одном из своих интервью «Отсюда (прим.: имелось в виду из Омска, из России) надо уезжать или пытаться что-то изменить».
Осенью 2015 года совместно с художником Димой Вирже создали совместный проект «Зона Достоевского» (серия коллажей, повествующая о тюремных буднях писателя Фёдора Михайловича Достоевского во время пребывания на каторге в Омске), выставка работ из которого с успехом прошла в одном из омских кинотеатров. Вслед за проектом «Зона Достоевского» художники, уже в качестве кураторов, в феврале 2016 года организовали в Омске фотовыставку «300 лет квазитоски», призванную отразить видение и ощущение Омска глазами его жителей и, как гласит описание выставки, «…Омск не в отредактированных, надоевших всем открыточных видах, а настоящий, тот который лежит в стороне от центральных „по-потёмкински“ намарафетченных улиц. Омск без губной помады и педикюра».
В октябре 2015 года коллажи художника из серий «Омская тоска» и «Хлеб» были представлены на The Outsider Art Fair. С ноября 2015 года Никита Поздняков член молодёжного объединения ВТОО «Союз художников России».
В феврале 2016 года он, совместно с Димой Вирже и Кирой Газовой, начал издание альманах «Прыщ», отличающегося полным отсутствием цензуры.
Осенью 2016 года художник уволился с Северо-Восточного кладбища Омска и переехал с женой и дочерью в Санкт-Петербург. С этого момента он живет фактически в двух городах — Омске и Санкт-Петербурге, переезжая поочерёдно из одного города в другой.
В апреле 2017 года Никита Поздняков, в арендованном им у омского отделения Союза художников помещении на Нефтезаводской улице в Омске, открыл галерею современного искусства «Маячок», которая просуществовала до октября 2018 года.
Осенью 2017 года Поздняков выступил в качестве художника-постановщика спектакля «Калека с острова Инишмаан» по одноимённой пьесе Мартина Макдонаха, в постановке омского ТОП-театра. Премьера состоялась 5 ноября 2017 года.
В 2019 году стал идейным вдохновителем и одновременно художником спектакля «Кентервильское привидение» по сказке Оскара Уайльда в театре «Центр Современной Драматургии ОМСК».
12 ноября 2021 года Поздняков сообщил, что православные активисты из организации «Международный фонд славянской письменности и культуры» направили обращение в Следственный комитет с просьбой дать правовую оценку его творчеству на предмет нарушения права на свободу совести и вероисповеданий (статья 148 УК РФ) по причине «бездумного и небрежного обращения с христианской символикой».
В июле 2023 года художник был приглашен на беседу в Центр «Э», где ему задавали вопросы о его произведениях на религиозные темы, а также на военную тему, созданных им после начала вторжения России в Украину.

### Персональные выставки
2014 — «Сибирская пыль» (галерея «Бандероль», Барнаул);

2014 — «Омская тоска» (галерея «АртНаив», Москва);

2015 — «Зона Достоевского» — совместно с Димой Вирже (кинотеатр «Маяковский», Омск);

2016 — «Брызги» (галерея «Левая нога», Омск);

2017 — «Ветер» (галерея «АртНаив», Москва);

2017 — «Сансара’17» (галерея «Левая нога», Омск);

2017 — «НЕКУДА» (галерея «Левая нога», Омск);

2017 — «ВОЙНА» (галерея «Маячок», Омск);

2019 — «Поствеличие» (галерея «Арт-Лига», Санкт-Петербург);

2019 — «Russia, Prisons & Belief» (Галерея «Hayles Art Shop», Лондон, Великобритания);

2020 — «Никита Поздняков» (галерея «Свиное Рыло», Санкт-Петербург);

2022 — «Темнотища» (галерея «Левая нога», Омск);

2024 — «Приходи и смотри» (арт-пространство «Теплоузел», Омск);

### Групповые выставки и другие проекты
2010 — Третий международный симпозиум «Художники и дети» (Щучинск, Акмолинская область, Казахстан);

2011 — Региональная молодежная выставка-конкурс «Молодая Сибирь» (Красноярск);

2013 — VI Межрегиональная молодёжная выставка «Аз. Арт. Сибирь - 2013» (Барнаул);

2013 — Межрегиональная молодёжная выставка изобразительного искусства «Молодая Сибирь» (Красноярск);

2014 — Всероссийский ежегодный проект Best of Russia`13 («Лучшие фотографии России»);

2015 — Outsider Art Fair (Париж, Франция);

2017 — «НАИВ…НО» в рамках V Московского международного фестиваля наивного искусства «Фестнаив» (Московский музей современного искусства, Москва);

2017 — VIII Межрегиональная молодёжная художественная выставка «Аз. Арт. Сибирь - 2017» (Барнаул);

2018 — «ДИСЦИПЛИНАРНЫЕ ПРОСТРАНСТВА» (Музей современного искусства Эрарта, Санкт-Петербург);

2020 — «20 лет одиночества» (Красный Октябрь, Москва);

2020 — «Морква» - Коллективная выставка художников галереи «Левая нога» (11.12 GALLERY, Винзавод, Москва);

### Работы находятся в коллекциях
- Музей нонконформистского искусства, (Санкт-Петербург)
- Городской музей «Искусство Омска», (Омск)
- Музей органической культуры, (Коломна)
- Музей андеграунда, (Екатеринбург)
- Частные коллекции

## Другие факты
- Многие из ранних работ художника посвящены теме православия, однако уже в 2012 году Никита Поздняков становится буддистом (буддизм Алмазного пути), однако тема православия не исчезает из его творчества, а обретает новое дыхание, перемежается, а иногда и смешивается с темой буддизма и другими темами[31][32].
- Популярная в омском интернете фраза «не пытайтесь покинуть Омск» во многом обязана своему распространению Никите Позднякову: художник активно использует её в интервью, а также в своих группах и при общении в социальных сетях.
- Тело Никиты Позднякова покрыто большим количеством татуировок, каждая из которых связана с каким-либо событием или несёт для художника определённую смысловую нагрузку. Одна из татуировок- левосторонняя свастика (буддистский символ совершенства), в августе 2017 года послужила причиной для его вызова в Центр «Э» и наложения судом штрафа по статье статье 20.3 КоАП РФ «Пропаганда либо публичное демонстрирование нацистской атрибутики или символики».[33][34]
- 15 октября 2019 года в интернет-шоу Юрия Дудя «вДудь» (интервью с вокалистом панк-группы «Порнофильмы» Владимиром Котляровым) в качестве приза была разыграна картина Позднякова «Собачья голова».[35]